# Żebro (wymiana ciepła)
Żebro – część urządzenia, która ma na celu usprawnienie wymiany ciepła przez zwiększenie powierzchni, na której ta wymiana się odbywa.
Żebra są budowane z materiałów (głównie metale) o dużej przewodności cieplnej.